# Porte-de-Benauge
Porte-de-Benauge – gmina we Francji, w regionie Nowa Akwitania, w departamencie Żyronda. W 2013 roku liczba ludności wynosiła 518 mieszkańców. 
Gmina została utworzona 1 stycznia 2019 roku z połączenia dwóch ówczesnych gmin: Arbis oraz Cantois. Siedzibą gminy została miejscowość Arbis. 